# Curtitoma ovalis
Curtitoma ovalis é uma espécie de gastrópode do gênero Curtitoma, pertencente à família Mangeliidae.